# أحداث شغب الإسكندرية 2005
أحداث شغب الإسكندرية عام 2005 كانت أعمال شغب مناوئة للمسيحبين في مدينة الإسكندرية في مصر. اندلعت أعمال الشغب في 21 أكتوبر عندما نظمت مجموعة من المسلمين مظاهرة خارج كنيسة مارجرجس القبطية ، احتجاجًا على مسرحية قالوا إنها أساءت إلى الإسلام وأسفرت عن مقتل 3 أشخاص. خرج الموقف عن السيطرة بعد أن بدأ بعض المتظاهرين في إلقاء الحجارة على المبنى وعلى رجال الشرطة المتواجدين في مكان الحادث.